# Ta'u
Ta'u, en samoà Taʻū, és l'illa més gran del grup Manua, a la Samoa Nord-americana. També es va anomenar illa Manua i Opoun. L'illa és d'origen volcànic, amb una altitud màxima de 931 m al mont Lata, el punt més alt de la Samoa Nord-americana.
L'aeroport més gran de les illes Manua es troba a l'extrem nord-est de Ta'u, a Fiti'uta. A l'extrem nord-oest hi ha un petit port, a Faleāsao. Una carretera a la vora del litoral septentrional connecta els diferents pobles.
Tota la meitat sud de Ta'u, inclosos la selva del mont Lata, el litoral meridional i els esculls de corall associats, són part del Parc Nacional de la Samoa Nord-americana. Dintre del parc s'hi troba el lloc sagrat de Saua, considerat el lloc de naixement dels polinesis.
Als pobles de l'extrem nord-oest de Ta'u és on l'antropòloga Margaret Mead va fer el seu treball de camp l'any 1925 sobre la cultura samoana i especialment l'adolescència.